# Scleria hildebrandtii
Scleria hildebrandtii är en halvgräsart som beskrevs av Johann Otto Boeckeler. Scleria hildebrandtii ingår i släktet Scleria och familjen halvgräs. Inga underarter finns listade i Catalogue of Life.